# Chulda (Kibbuz)
Chulda (hebräisch חֻלְדָּה, Plene: חולדה; in Sprachen ohne den Laut ch (IPA χ): auch Hulda) ist ein Kibbuz etwa 40 Kilometer südöstlich von Tel Aviv in der Schefela am Ausgangspunkt der Burma Road, der zum Regionalverband Geser im Zentralbezirk von Israel gehört. Seine Bekanntheit verdankt er nicht zuletzt seinem wohl prominentesten Bewohner, dem Schriftsteller Amos Oz. Weniger bekannt ist, dass Chulda lange Jahre neben dem arabischen Dorf Khulda (arabisch خُلدة, DMG Ḫuldah) existierte, das erst 1948 im Palästinakrieg, dem Krieg um Israels Unabhängigkeit, zerstört worden war und sein Land dem Kibbuz überlassen musste.

## Geschichte

### Die Gründungsphase
Ari Shavit bezeichnete Chulda als „die Zwillingsschwester von Ben Schemen“:

„Am Anfang war es ein landwirtschaftliches Gut, auf dem jüdische Einwanderer lernen sollten, wie man den Boden in Palästina bestellt. Es liegt in der Mitte des Landes und wurde 1908 von der zionistischen Bewegung auf von Arabern gekauftem Land in der Nähe der Eisenbahnstrecke Jaffa-Jerusalem und unweit des arabischen Dorfes Chulda gegründet. Man legte dort auch einen Olivenhain zum Gedenken an Theodor Herzl an und errichtete ein fürstliches Haus, das man nach dem Gründer der zionistischen Bewegung benannte.“

Das erinnert in der Tat sehr an die Entstehung von Ben Schemen, doch nach anderen Quellen gibt es für die Zeit vor 1908 eine von Ben Schemen abweichende Geschichte.

„Der Wald stammt aus dem Jahr 1905, als eine Firma namens Geʾulla oder ‚Auslösung‘ 500 Hektar Land von den Arabern des Dorfes Chulda kaufte. Das Unternehmen beabsichtigte, den Kauf in Abschnitte zu unterteilen und an jüdische Neuankömmlinge zu verkaufen. Leider hatte Geʾulla durch massive Beweidung die Erde ihrer Mineralien beraubt und der Boden in Chulda war völlig unfruchtbar - kein Baum, kein Strauch oder keine Blume unterbrach die triste Landschaft. Und es dauerte Stunden, bis man in die nächste Stadt kam. Jahre vergingen, und niemand wollte die trostlosen Parzellen. Die Verantwortlichen der Geʾulla, die sich von der Bank Kredite geliehen hatten, um das Land zu erwerben, begannen sich ernsthaft zu fragen, wie sie ihre Verluste wiedererlangen würden.“

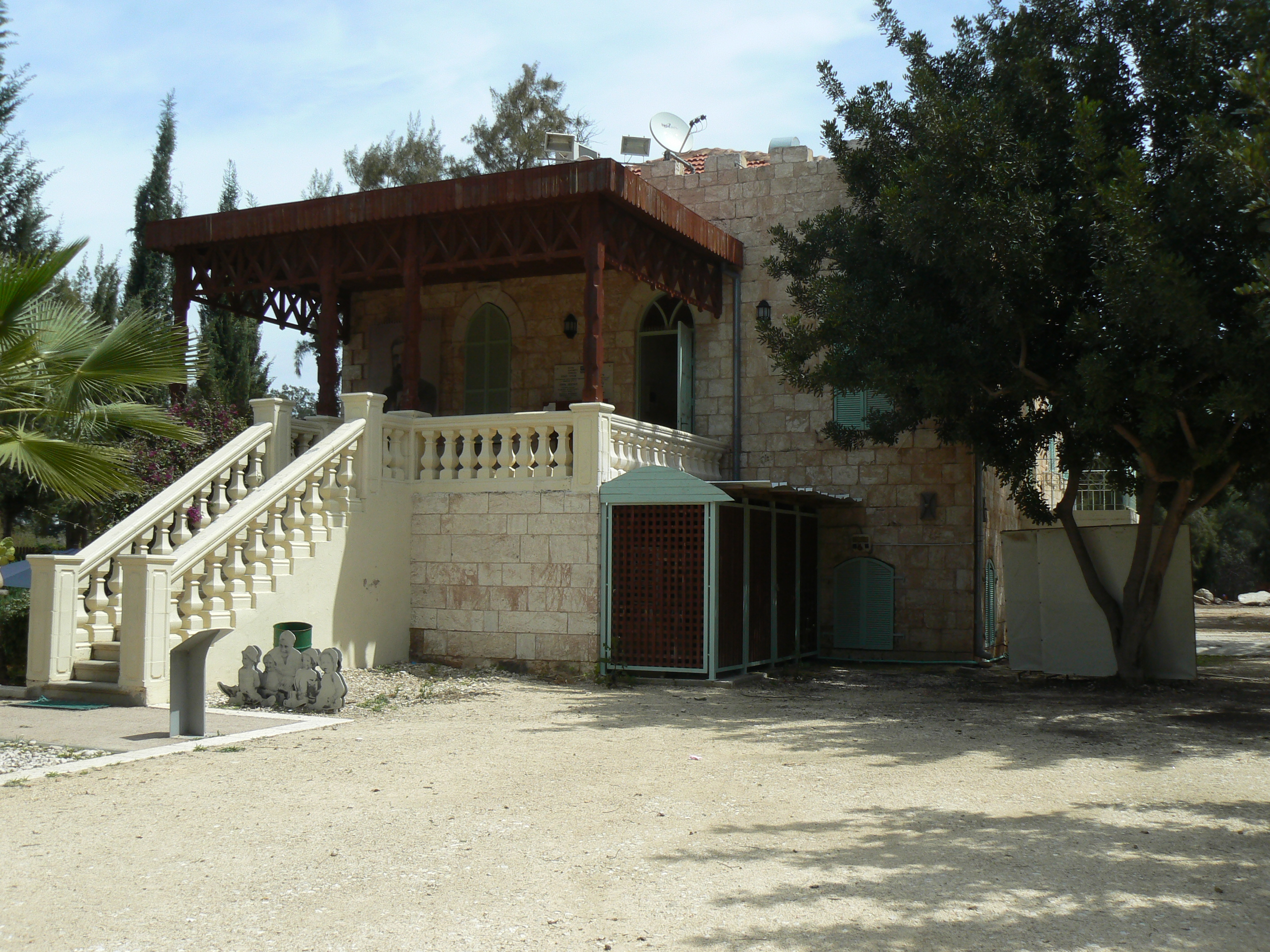
Herzl-Haus

Die Rettung kam, als der Jüdische Nationalfonds (JNF oder auch JNF-KKL) 1908 beschloss, in Ben Schemen einen landwirtschaftlichen Ausbildungsbetrieb aufzubauen, was zu der Auffassung führte, dass das Nebeneinander von Landwirtschaftsschule und Waldanpflanzung unvorteilhaft sei. Deshalb sollte nun der zu Ehren Theodor Herzls geplante Herzl-Wald auf dem Gelände von Chulda entstehen. Laut JNF wurde deshalb 1909 in Chulda eine Olivenfarm gegründet, zu der bereits das später als Herzl-Haus bezeichnete Gebäude gehörte. Die Farm wurde von dem deutschen Agronomen Louis Barisch verwaltet, der großzügig im ersten Stock des Hauses lebte und das unzureichend ausgestattete Untergeschoss den Arbeitern überließ. Louis Barisch war von der Aufgabe überfordert. Er erkannte nicht, dass die ihm von Europa her vertrauten Anbaumethoden im Nahen Osten völlig untauglich waren und überwarf sich mit den zionistischen Arbeitern, die überwiegend aus Osteuropa kamen. Nach knapp einem Jahr wurde Barisch verjagt, und die überwiegende Mehrheit der in Hulda gepflanzten Olivenbäume ging bald zugrunde. In der Nachfolge von Barisch hatte 1910 der Leiter von Ben Schemen, Yitzhak Elʿazari Wilkansky, der sich später Ithzak Elazari Volcani nannte (er ist der Vater des 1915 in Ben Schemen geborenen Mikrobiologen Benjamin Elazari Volcani), auch die Leitung von Chulda übernommen. „Chulda änderte sich und wurde zu einem Lehrbetrieb. Neben den Olivenbäumen wurden auch Obstbäume, Sträucher und Wälder gepflanzt, darunter Mandeln, Kiefern, Akazien, Zypressen und Johannisbrot, und es gab einen Hühnerstall, einen Kuhstall, Getreidefelder und landwirtschaftliche Betriebe, die den Ort zu einem vielseitigen Betrieb machten.“

### Die 1920er und 1930er Jahre
Während des Ersten Weltkriegs verließen die meisten Arbeiter die Farm oder wurden evakuiert. Die wenigen verbliebenen Bauern hatten mit Wassermangel und einer Heuschreckenplage zu kämpfen. Nach dem Krieg ließen sich dann in Chulda eine Gruppe von Pionieren nieder, die die Idee von der Aufforstung des Landes wiederbelebten. Sie pflanzten hauptsächlich Kiefern an, und Chulda avancierte auch wieder zu einem Ausbildungsbetrieb.
Im Sommer 1929 kam es zu schweren Massakern an Juden durch Araber, von denen auch Chulda erfasst wurde. Araber griffen die Lehranstalt an und belagerten das Herzl-Haus. Britische Soldaten kamen in der Nacht an und befahlen den Verteidigern, den Ort zu verlassen. Farm und Wald wurden zerstört und blieben für zwei Jahre verlassen.

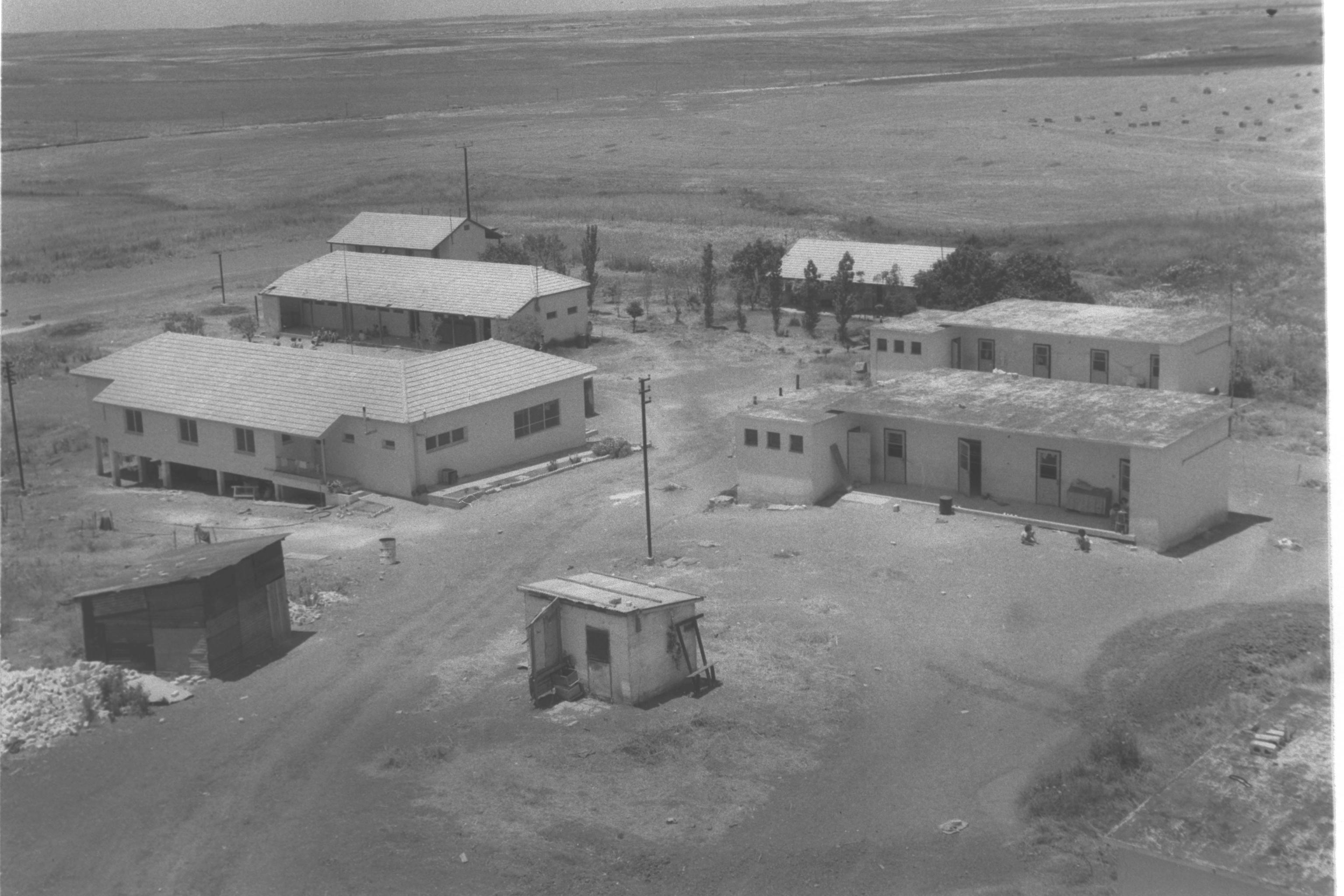
Kibbuz Chulda im Jahre 1937

Der Neuanfang für Chulda erfolgte 1931 durch „die gemäßigte, um Harmonie bemühte sozialistische Kommune Gordonia“, der Jugendbewegung der polnischen „Hitʾachdut. Sie wurde 1920 in Prag gegründet und hatte den größten Teil ihrer Unterstützung in Ostgalizien. Ähnlich wie der rechte Poʿalei Zion befürwortete Hitachdut eine nicht-marxistische Form des Sozialismus und unterstützte die Verwendung der hebräischen Sprache. Mit einer Mitgliedschaft von über 3.000 Menschen in Polen führte sie eine Reihe von hebräischen Tagesschulen und Kulturzentren. Ihre Jugendorganisation hieß Gordonia.“ Diese Gordonia-Mitglieder lebten lange Jahre in friedlicher Nachbarschaft zu ihren arabischen Nachbarn, bevor sie sich 1937 entschlossen, den von ihnen im Herzlwald bewirtschafteten Hof zu verlassen und den Kibbuz Chulda auf einem nahegelegenen Hügel zu gründen. Ausschlaggebend hierfür seien die am neuen Standort günstigeren Bedingungen für die Landwirtschaft gewesen.

### Chulda vor dem und im Unabhängigkeitskrieg
Anfang Oktober 1943, am Tag nach Rosch ha-Schana, wurde Chulda von Hunderten britischer Soldaten und Palestine Police umstellt, die nach versteckten Waffen suchten. Sie fanden Munition, und als Folge davon wurden sieben Mitglieder des Kibbuz verhaftet und in Jerusalem vor Gericht gestellt. Die Kibbuz-Mitglieder wurden zu Haftstrafen zwischen zwei Jahren und sechs verurteilt und blieben teils bis zum Ende des Zweiten Weltkrieges in Haft.
Nach der Verkündung des UN-Teilungsplans für Palästina geriet auch Chulda 1948 schnell in das Zentrum der kriegerischen Auseinandersetzungen, zumal es der Ausgangspunkt der Versorgungsfahrten in das belagerte Jerusalem auf der sogenannten Burma Road war. Chulda wurde zum Ausgangs- und Organisationspunkt für die Menschen, die die Blockade durchbrechen wollten.

Am 11. März 1948 überfielen Araber einen aus Chulda aufgebrochenen Konvoi und töteten 22 Insassen. Für David Ben-Gurion war dies der Anlass, die jüdische Kontrolle über die Dörfer im Jerusalem-Korridor anzustreben. 

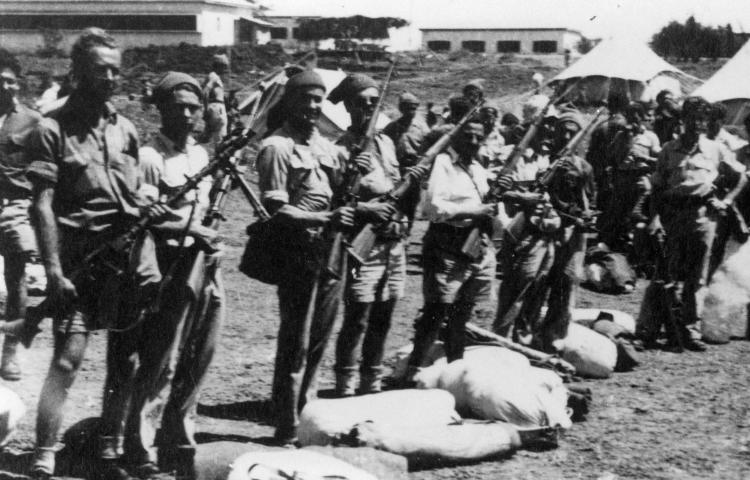
Mitglieder der Harʾel Brigade in Chulda im April 1948 vor ihrem Abmarsch nach Jerusalem

„Am 6. April 1948, kurz nach zwei Uhr in der Nacht, verließen die Soldaten des ersten zionistíschen Bataillons, das jemals aufgestellt worden war, den Kibbuz Chulda, durchquerten den Herzl-Wald und griffen das Araberdorf Chulda an. Um vier Uhr hatten sie es erobert. Die Einwohner flohen, ihre Häuser wurden zerstört und die Felder geplündert. Ein großer Teil des Landes, das zu dem palästinensischen Dorf gehört hatte, wurde dem Kibbuz zugeschlagen.“

Vom arabischen Chulda war 2013 nur noch das „madaffa erhalten, das charmante kleine Gasthaus“, das einem Bildhauer als Werkstatt diente und von einem Skulpturengarten umgeben war. Auf dem restlichen Gelände des Dorfes entstand die israelische Siedlung Mischmar David (Lage).
Im Mai 1948 wurde Chulda von der ägyptischen Luftwaffe bombardiert, zwei Kibbuz-Mitglieder wurden getötet, das Kinderheim vollständig zerstört und alle Kinder und Frauen gingen für vier Monate nach Tel Aviv, bis die Häuser wieder aufgebaut ward.

## Amos Oz und Chulda
Der am 4. Mai 1939 in Jerusalem geborene ʿAmos Klausner trat im Jahr 1954 dem Kibbuz Chulda bei und nahm den Namen ʿOz an (hebräisch עֹז ‚Kraft, Stärke‘).

„Am Ende jenes Sommers änderte ich meinen Namen und zog mit meinem Seesack von Sde Nechemja nach Hulda, zunächst als Internatsschüler an der dortigen Oberschule (die man vor lauter Bescheidenheit als ›Aufbaustufe‹ bezeichnete). Nach Abschluß der Schule, vor Antritt des Wehrdienstes, wurde ich Kibbuzmitglied. Hulda war von 1954 bis 1985 mein Zuhause.“

 Nach der Beendigung seines Armeedienstes kehrte Oz 1961 in den Kibbuz zurück und arbeitete auf den Baumwollfeldern. Im Alter von Anfang zwanzig wurden seine ersten Kurzgeschichten veröffentlicht, und die Kibbuz-Versammlung schickte ihn von 1960 bis 1963 zum Studium der Philosophie und der Literatur an die Hebräische Universität in Jerusalem. Mit dem BA-Abschluss kehrte er nach Chulda zurück, wo er fünfundzwanzig Jahre lang seine Zeit zwischen Schreiben, Landwirtschaft und Lehre am Kibbuz-Gymnasium teilte. In Hulda lernte Oz auch seine Frau, Nily Zuckerman, kennen; die beiden heirateten 1960.

„Im Kibbuz Chulda, wo er mehr als 30 Jahre lang lebte, erwarb er seine sozialistische Gesinnung. Seine Kibbuzniks inspirierten viele der Charaktere in seinem Schreiben, und im Gegenzug flossen seine Tantiemen in den gemeinsamen Haushalt.“

Auf die Frage, wie real die literarischen Charaktere in seinem Buch Unter Freunden seien, antwortete Oz 2013:

„Als es in Israel erschien, haben alle in meinem alten Kibbuz Hulda schnell nachgeschaut, ob sie sich oder andere Bewohner darin erkennen. Sie haben niemanden entdeckt. Ein Kibbuz-Nachbar hat mir mal erzählt, er kämme sich immer die Haare, ehe er an meinem Studierzimmer vorbeilaufe, damit er nicht ungekämmt in einer Geschichte vorkomme. Die Figuren im Buch sind erfunden, aber basieren auf meinen Erfahrungen. Für mich war der Kibbuz die bestmögliche Universität. Ich habe dort mehr über die menschliche Natur gelernt, als wenn ich zehnmal um die Welt gereist wäre. Es war eine kleine Welt von 500 Leuten, Männer, Frauen, Kinder, Alte. Ich kannte sie alle. Ich wusste, wer was hinter wessen Rücken macht. Sie wussten ebenso alles über mich. In Tel Aviv, Berlin oder Köln wäre das unmöglich.“

Amos Oz starb 2018 und wurde seinem Wunsch entsprechend im Kibbuz Chulda beigesetzt, in dem er 35 Jahre gelebt hatte.

## Chulda heute
Nach dem Ende des Unabhängigkeitskrieges erlebte Chulda einen sozialen und wirtschaftlichen Aufschwung, der es ermöglichte die Landwirtschaft zu intensivieren, ein Schwimmbad zu errichten und Wohnungen für Veteranen des Kibbuz zu bauen. 1975 errichtete der Kibbuz eine eigene Fabrik, die Hulda Transformers. Produziert werden dort neben Transformatoren auch Stromversorgungsanlagen und komplette Bausätze für zivile, militärische und medizinische Geräte.
Mitte der 1980er Jahre verschärfte sich die wirtschaftliche Situation Israels und führte auch in Chulda zu einschneidenden Veränderungen. Die Fertigstellung eines Betonfertigteilwerkes gestaltete sich schwierig, und viele Mitglieder verließen den Kibbuz. In den neunziger Jahren kam es dann zu einer weiteren wirtschaftlichen und sozialen Depression in deren Folge mehrere geschäftliche Aktivitäten des Kibbuz aufgegeben werden mussten. Im Oktober 2000 folgte dann ein radikaler Einschnitt: Die Unternehmungen des Kibbuz wurden privatisiert.

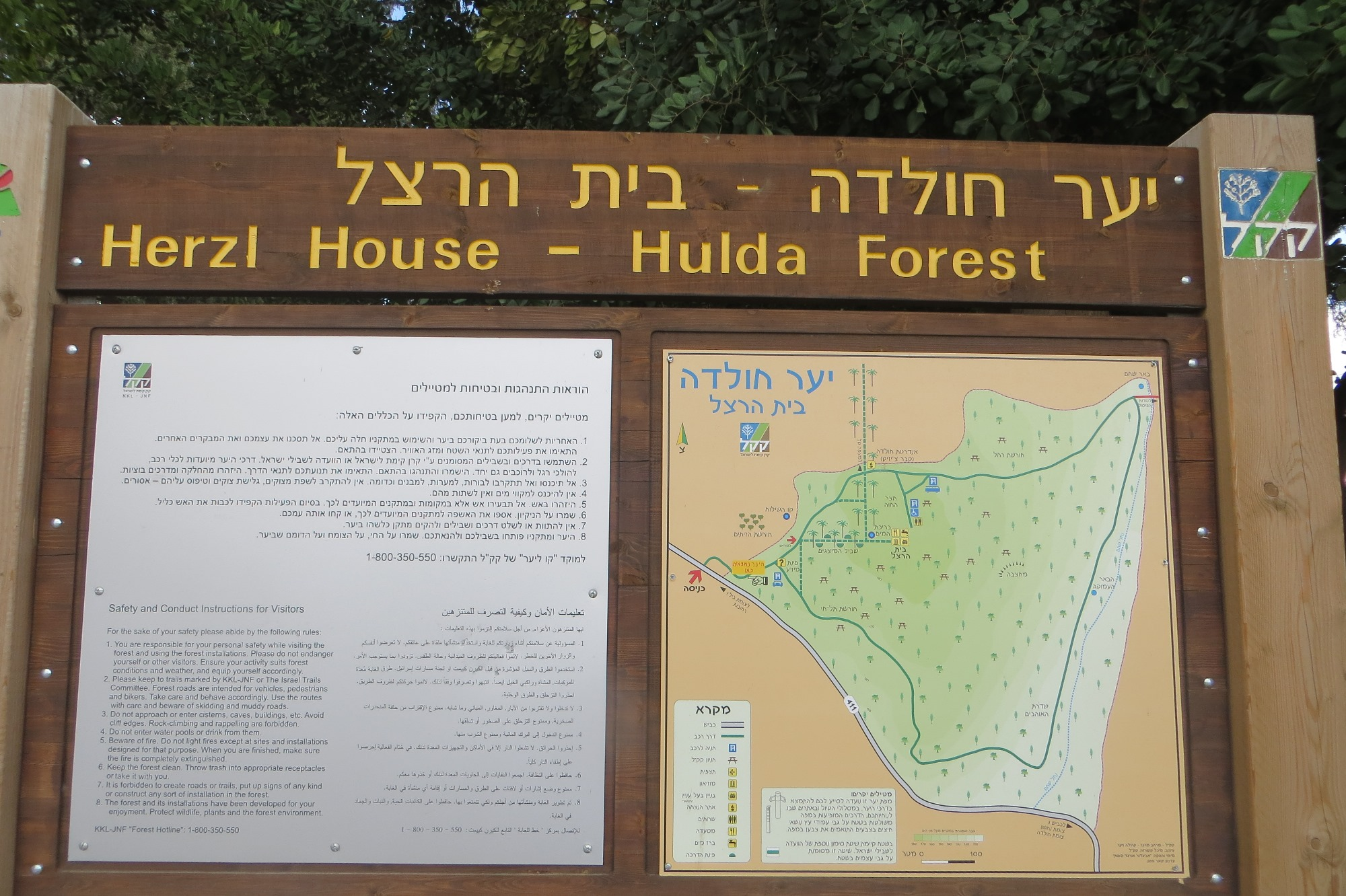
Informationstafel Chulda-Wald

In Hulda konzentrierte man sich fortan auf den Obstanbau, und noch im Jahre 2000 wurde ein Weingut angelegt, die Barkan Winery, eines der größten Weingüter Israels. 2009 wurde eine Erweiterung des Kibbuz in Angriff genommen und mit der Errichtung von 138 Wohneinheiten begonnen.
Eine große Attraktion Chuldas ist nach wie vor der Hulda Forest National Park, der sich heute über ein Gebiet von mehr als 200 Dunams erstreckt. Dessen Zentrum ist das Herzl-Haus, doch darüber hinaus gibt es weitere Erinnerungspunkte:
- Der Pool: Er befindet sich am Rande des Olivenhains und wurde ursprünglich mit Wasser aus der Pipeline gespeist, die während des Unabhängigkeitskrieges entlang der Burma Road installiert worden war, um Jerusalem mit Wasser zu versorgen, nachdem die Hauptwasserversorgung unterbrochen war. In der Nähe des Beckens gibt es noch Überreste der ursprünglichen Rohrleitung.

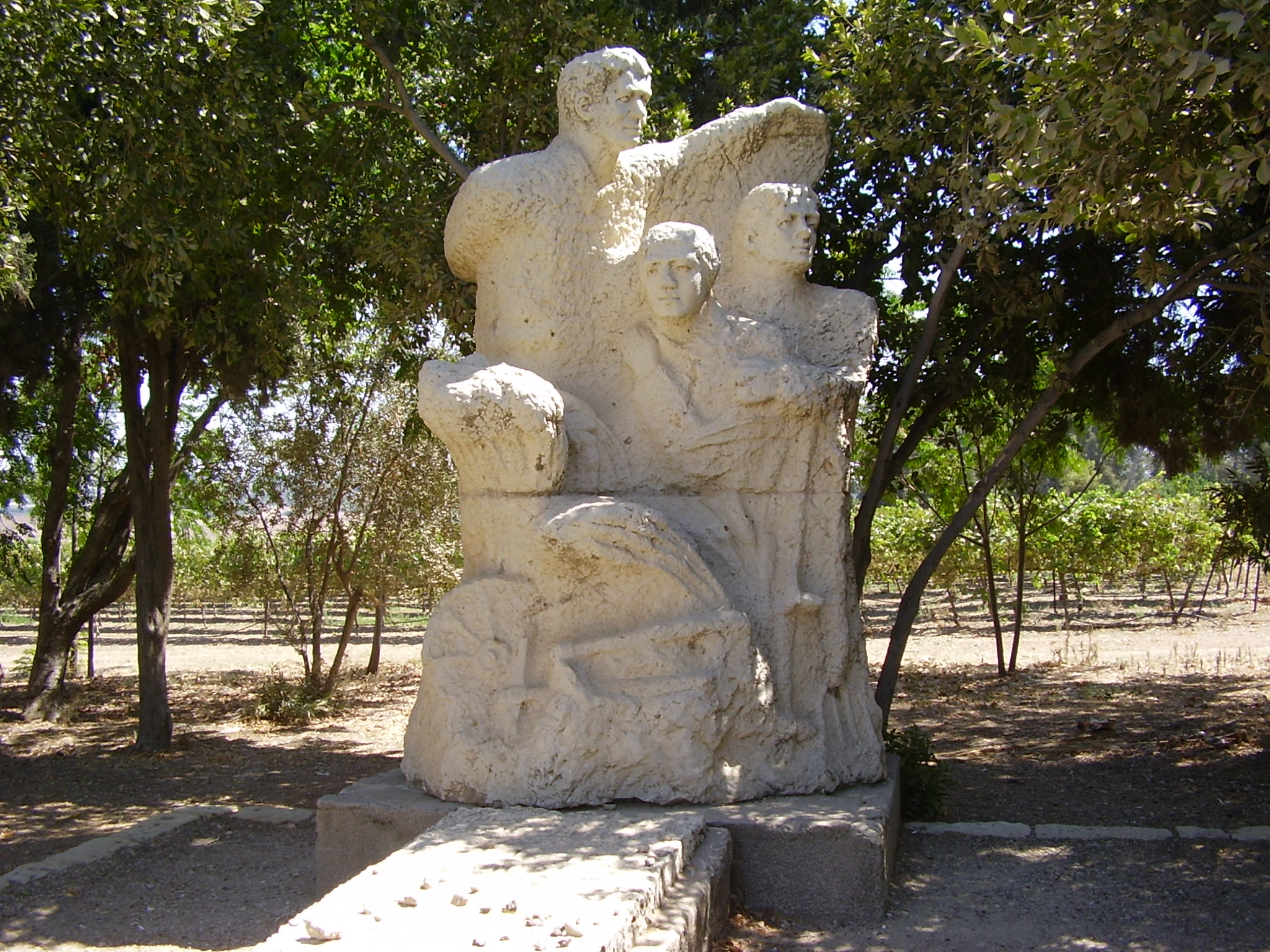
Chulda-Denkmal

- Chulda-Denkmal: Es handelt sich um eine Steinskulptur des Bildhauers Batya Lishansky[20] aus dem Jahre 1937, die an Efraim Chisik, seine Schwester Sara und andere erinnert, die in den kriegerischen Auseinandersetzungen, die Israels Staatswerdung begleiteten, getötet wurden. Efraim Chisik kam 1929 bei den Kämpfen um Chulda ums Leben (siehe oben), seine Schwester bereits neun Jahre zuvor bei den Kämpfen um Tel Chai.
- Rachels Hain: Der Hain wurde 1931 zum Gedenken an die Dichterin Rachel gepflanzt, die in diesem Jahr verstorben ist.
- Steinbruch: Der 1936–1939 zur Gewinnung von Bausteinen benutzte Steinbruch wurde später von der Haganah als Schießstand genutzt.

## Einwohnerentwicklung
In Chulda lebten 2018  Einwohner.
| Jahr      | 1948 | 1961 | 1972 | 1983 | 1995 | 2001 | 2003 | 2004 | 2005 | 2006 | 2007 | 2008 | 2009 | 2010 | 2011 | 2012 | 2013 | 2014 | 2016 | 2017  |
| --------- | ---- | ---- | ---- | ---- | ---- | ---- | ---- | ---- | ---- | ---- | ---- | ---- | ---- | ---- | ---- | ---- | ---- | ---- | ---- | ----- |
| Einwohner | 330  | 317  | 307  | 378  | 328  | 305  | 321  | 313  | 306  | 332  | 345  | 347  | 386  | 395  | 404  | 502  | 776  | 859  | 962  | 1.067 |

## In Chulda geboren
- Ron Chuldai (* 1944), israelischer Politiker der sozialdemokratischen Avoda, früherer Kampfpilot und Schuldirektor, seit 1998 Bürgermeister von Tel Aviv